# ザ・ウィンザーホテル洞爺リゾート&スパ

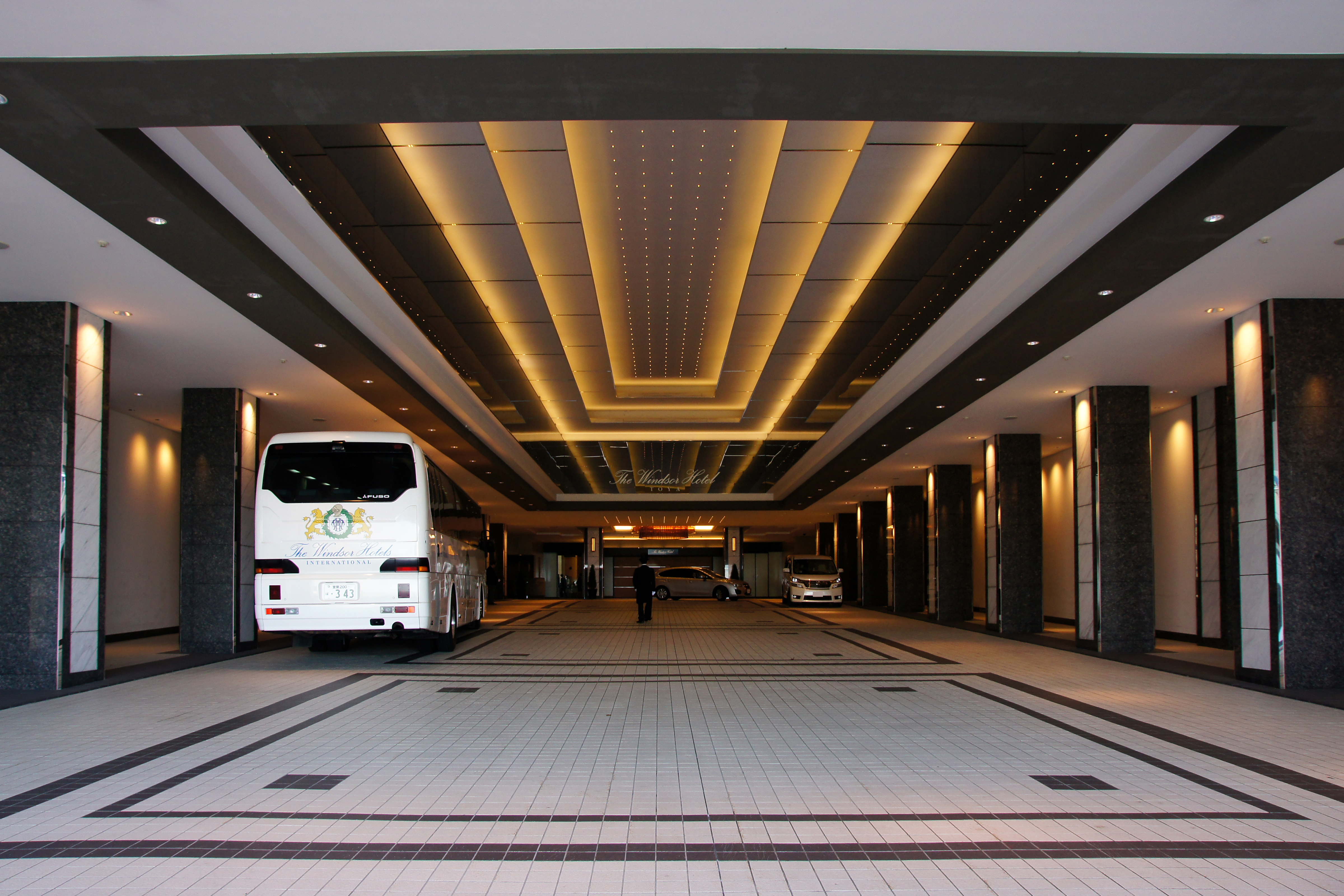
メインエントランス（2013年9月）

ザ・ウィンザーホテル洞爺リゾート&スパ（ザ・ウィンザーホテルとうやリゾート アンド スパ、The Windsor Hotel TOYA Resort & Spa）は、北海道虻田郡洞爺湖町にあるホテル。

## 概要
1993年に「ホテルエイペックス洞爺」として開業された。標高約625mのポロモイ山山頂にあり、好天時には洞爺湖や内浦湾（噴火湾）を眺めることができ、羊蹄山も望むことができるリゾートになっている。また、気象条件により雲海を見ることもできる。
ホテルには12軒の料飲施設があり、フランスのミシュランガイド3つ星獲得レストラン「ミシェル・ブラス」（Michel Bras）世界初の支店「ミシェル・ブラス トーヤ ジャポン」」(2020年4月30日閉店)や、吉兆グループの京都吉兆による料亭「あらし山 吉兆」(2018年8月31日契約期間満了のため閉店)、新潟・越後湯沢の人気ピッツェリア「ラ・ロカンダ・デル・ピットーレ」（ホテル別棟、休業中）などが進出している。また、夏はゴルフ、テニス、ノルディックウォーキング、乗馬、トレッキング、冬はスキー、クロスカントリースキー、スノーボード、各種ソリなどのアウトドア・アクティビティがあり、屋内プールやフィットネス、各種体験教室が通年で利用できる。
2002年（平成14年）から一時期は、世界的なホテル協会「ザ・リーディングホテルズ・オブ・ザ・ワールド」（LHW）に加盟していた。

## 施設

### 客室
プリミエールスタイル
ジュニアスイート
コーナースイート
和室／和室スイート／和洋室スイート
ウィンザースイート
プライムスイート
G8サミットスイート（1ベッドルーム）
G8サミットスイートプライム（1ベッドルーム）
G8サミットスイート（2ベッドルーム）
G8サミットスイートプライム（2ベッドルーム）
カジュアルスタイル
ハイフロアダブル
スーペリア
デラックストリプル

### レストラン
フランス料理「ミシェル・ブラス トーヤ ジャポン」（契約期間満了のため2020年4月30日（木）閉店）
日本料理「あらし山 吉兆」(2018年8月31日契約期間満了のため閉店)
鉄板焼「アウト オブ アフリカ」
鮨処「祥庵 こげ津」
フレンチダイニング「ギリガンズアイランド」
割烹「杜氏賛歌」
ピッツェリア「ラ・ロカンダ・デル・ピットーレ」
チャイニーズキュイジーヌ「ラ・ヴート」
ロビーラウンジ「カフェゼット」
BAR「ポロ バー」
「パティスリー ウィンザー」
ブーランジュリー「ウィンザー」

### スパ
ブルーム スパ トーヤ
リラクゼーション
クリスタル ブルー クラブ（プール&アスレチック）
温泉「山泉」

### アクティビティ
ゴルフ場「ウィンザー・グレート・ピーク・オブ・トーヤ」（18ホール）
テニスコート（オムニコート3面）
パークゴルフ場
ロープウェイ「サミットキャビン」
スキー場「ウィンザー・スノービレッジ」（3コース）
キッズルーム

### ブライダル
チャペル「G・CLEF」
バンケット
フラワー

### 宴会場
ウィンザーホール
マールキス
デューク
アール
ヴァイカウント・バロン
ウィンザーラウンジ イースト
ウィンザーラウンジ ウエスト

### ショップ
ウィンザーロゴショップ
ミシェル・ブラス ロゴショップ
ウインザーガーデン MOMO
ブリス
アンビエンス

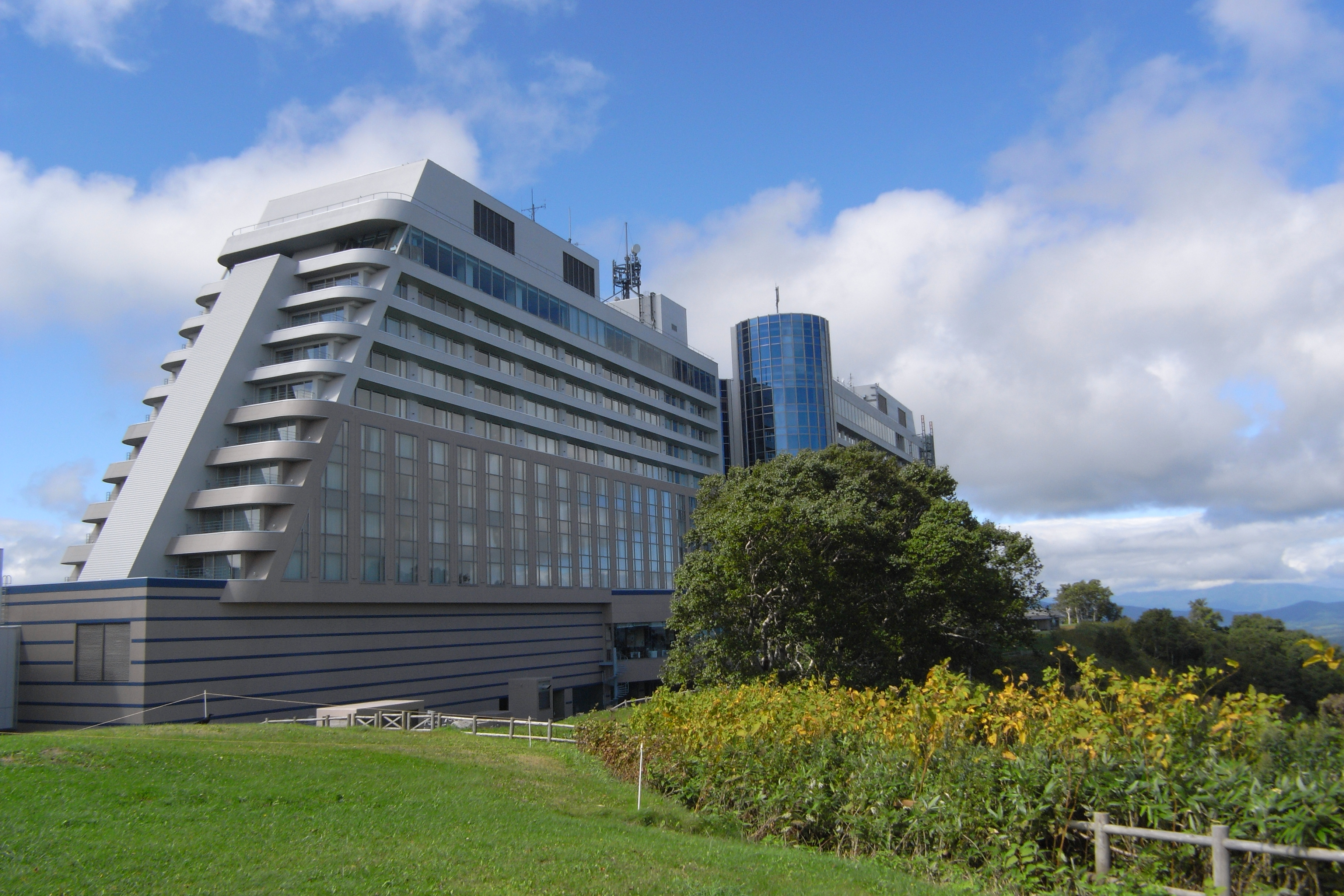
ホテル外観（2007年9月）
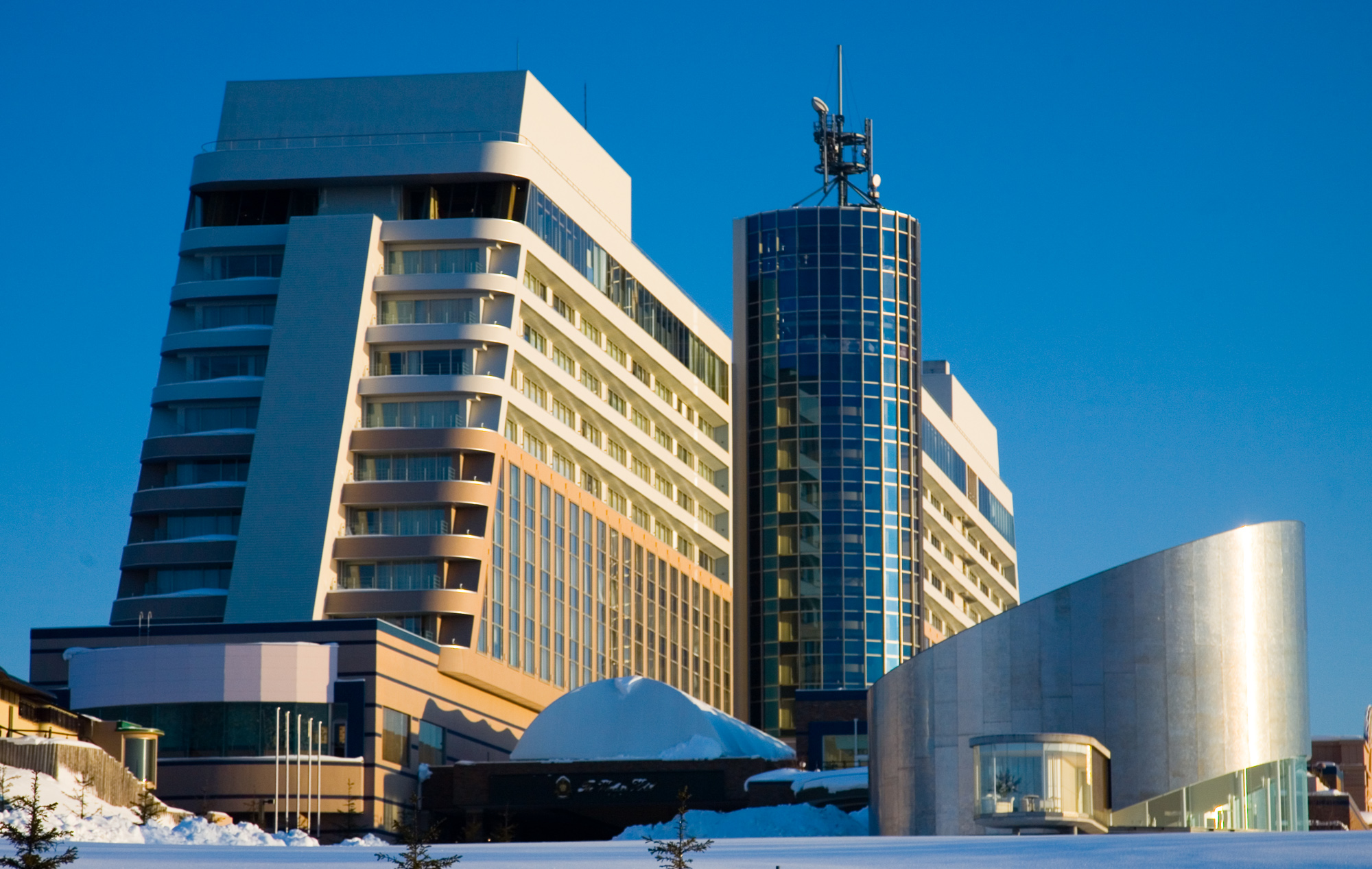
ホテル外観（2008年2月）
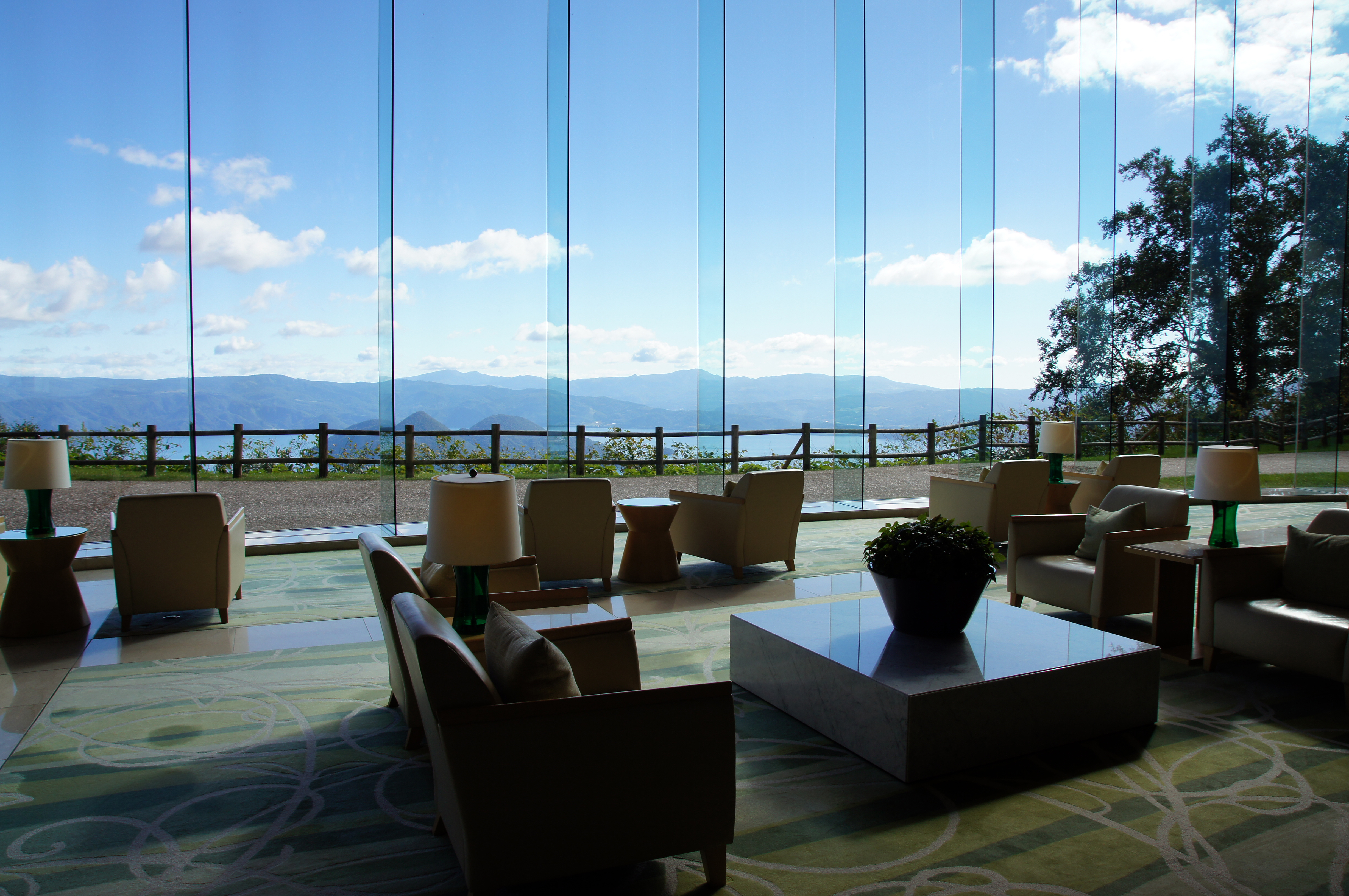
ロビー（2013年9月）
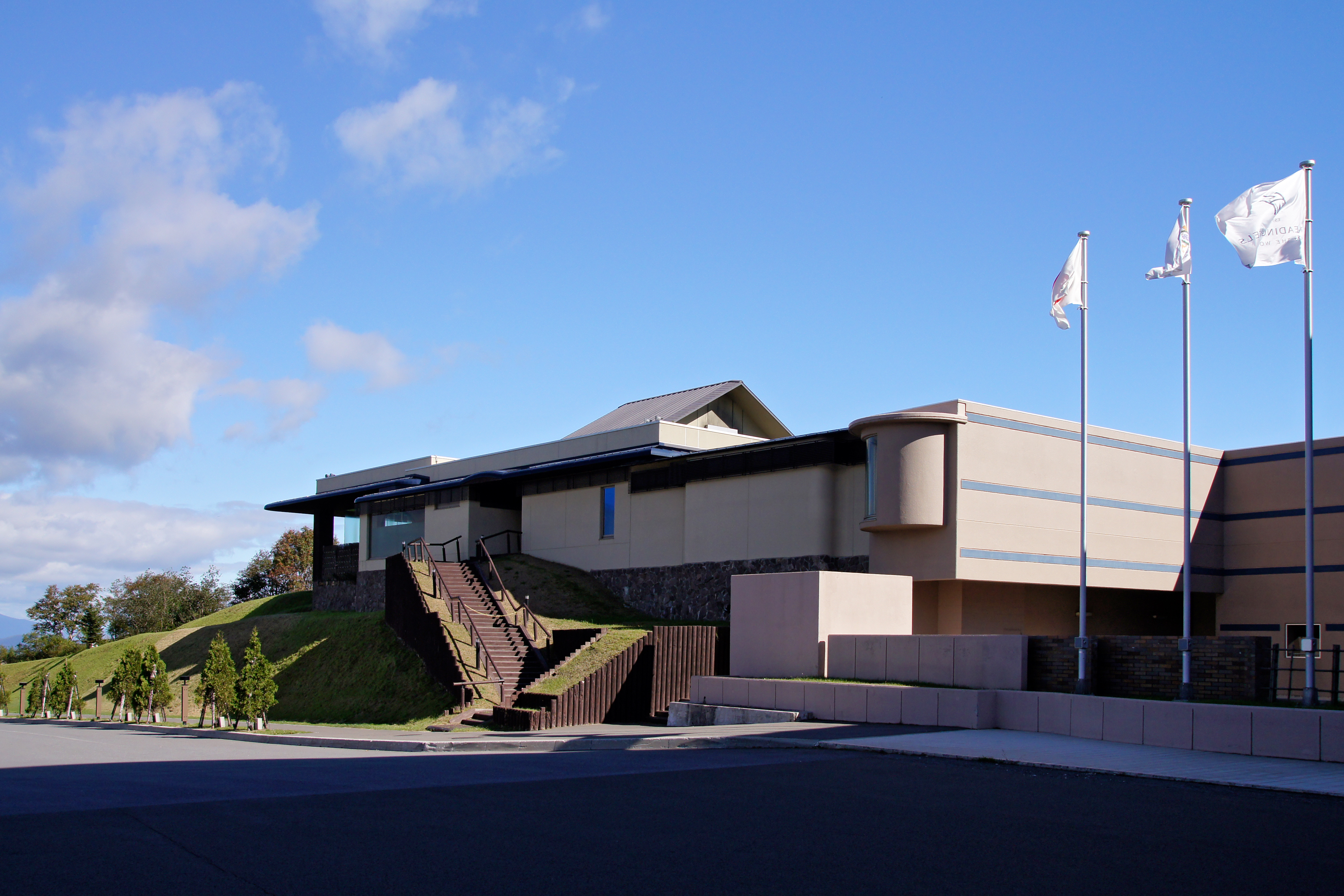
温泉「山泉」（2013年9月）
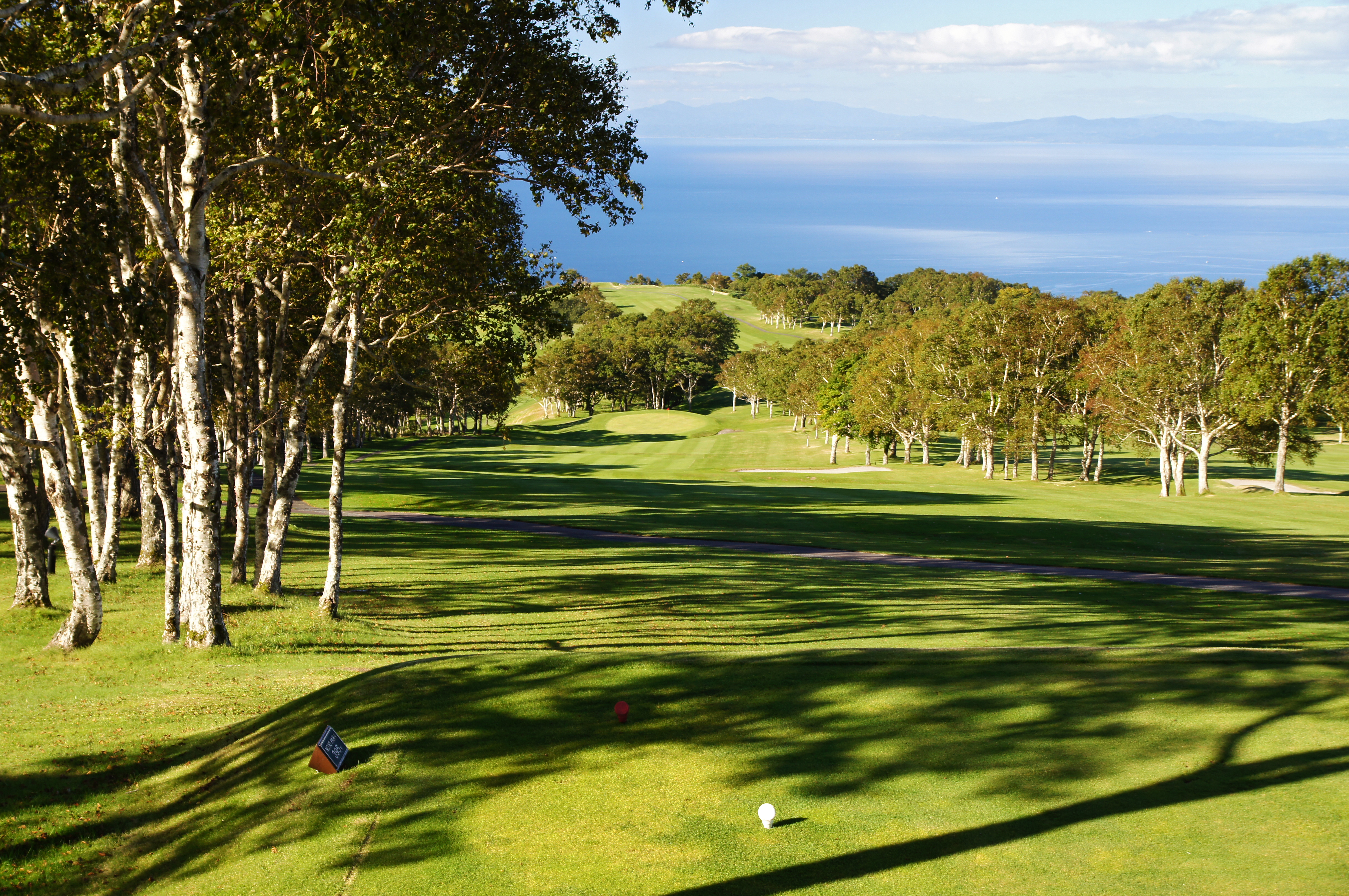
ウィンザー・グレート・ピーク・オブ・トーヤ（2013年9月）
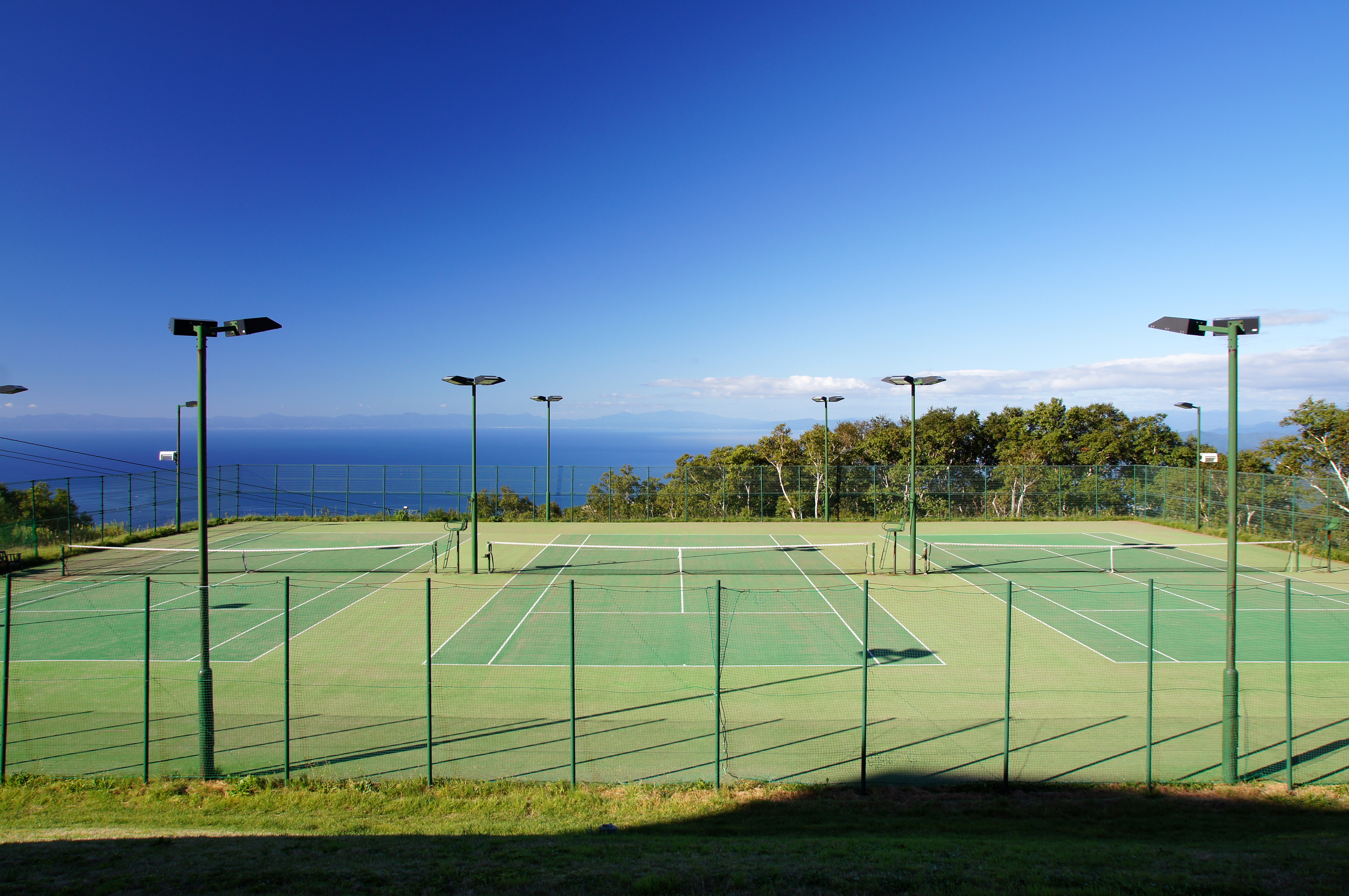
テニスコート（2013年9月）
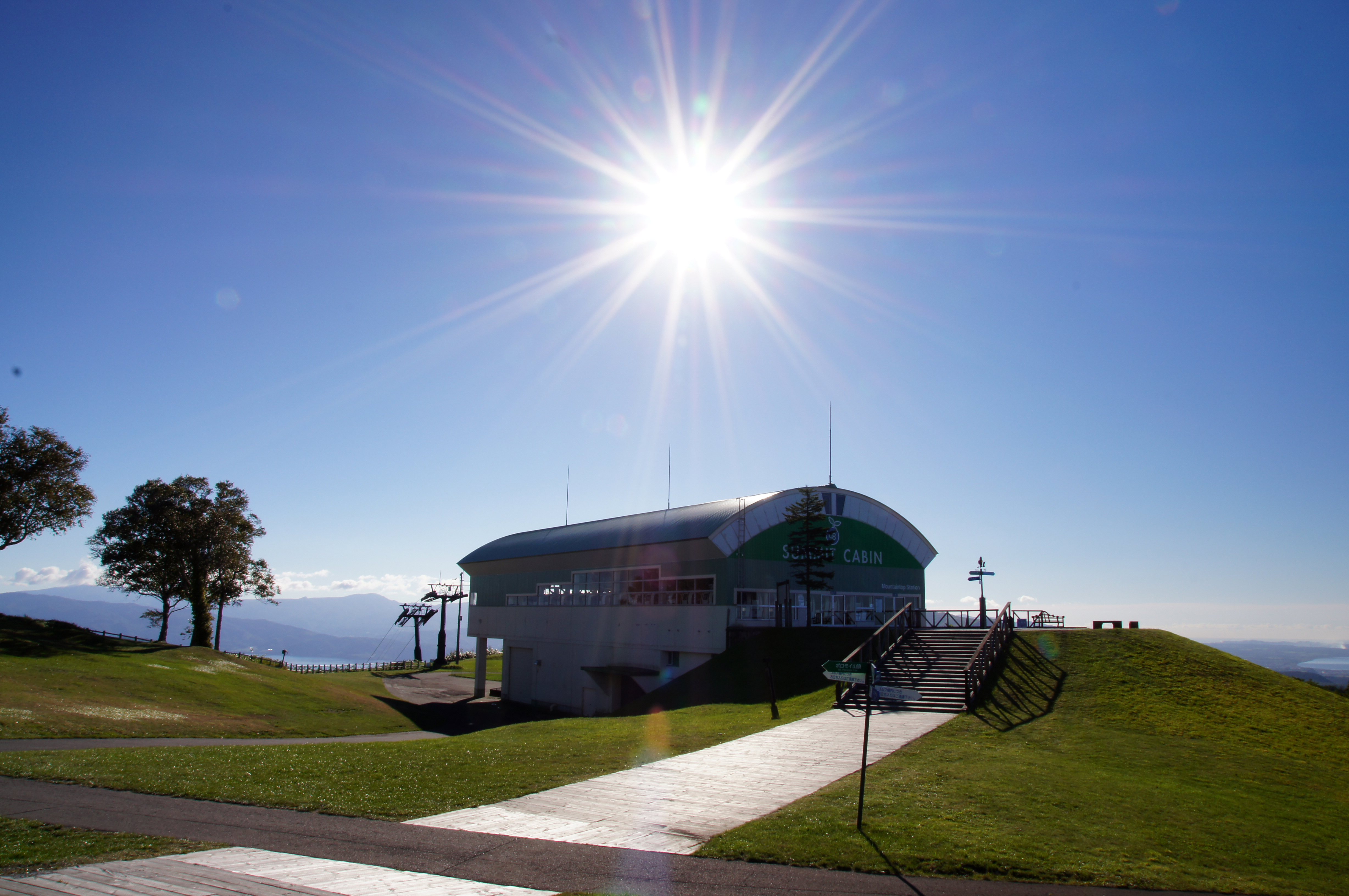
遊覧ロープウェイ「サミットキャビン」山頂（2013年9月）
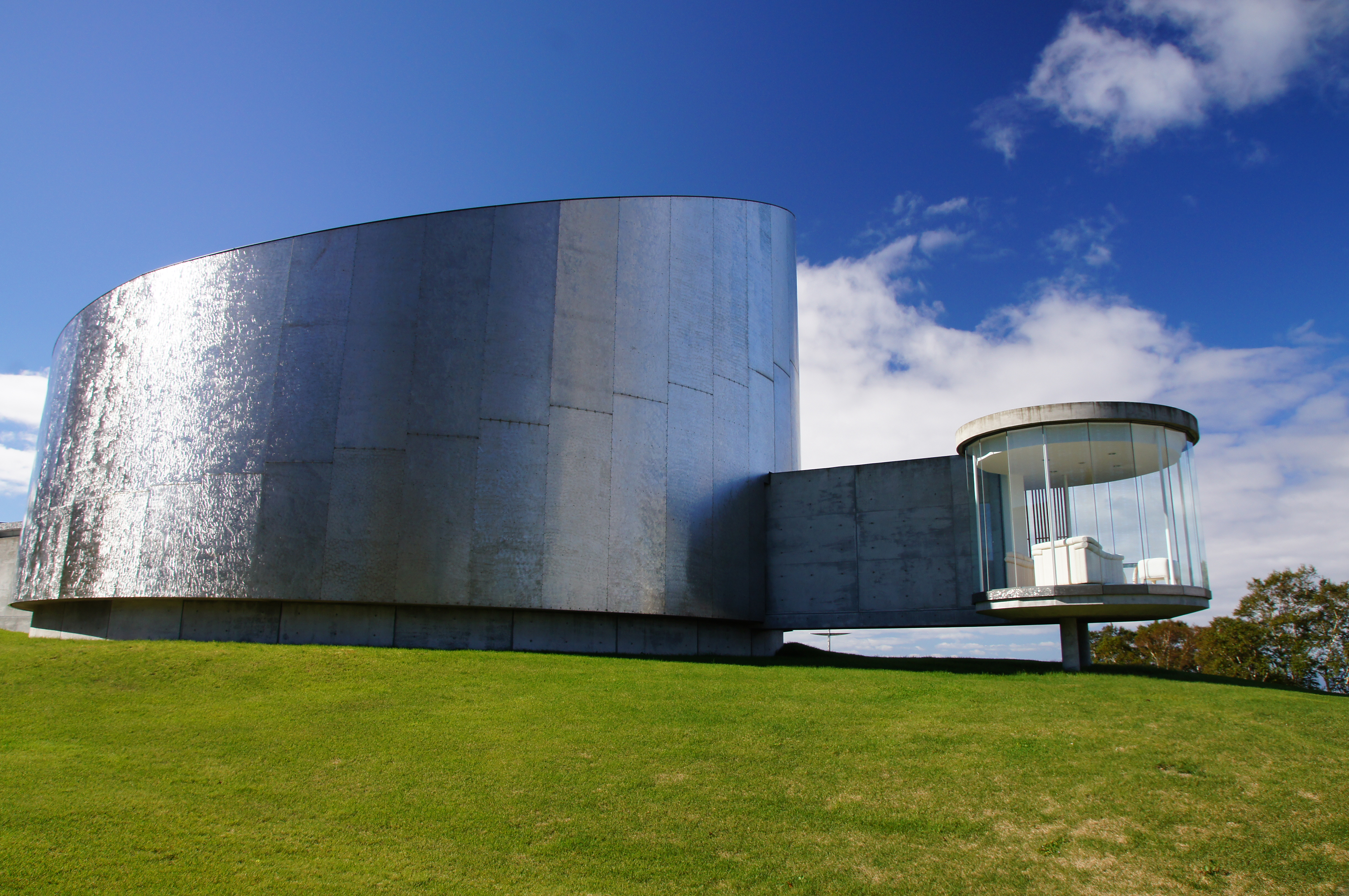
チャペル「G・CLEF」（2013年9月）

## 沿革
- 1990年（平成2年）、北海道拓殖銀行の融資によってカブトデコム子会社のエイペックスがホテルの建設着工[5]。
- 1993年（平成5年）、総工費約665億円を投じた「ホテルエイペックス洞爺」開業[6]。
- 1997年（平成9年）、窪山哲雄によりホテル運営会社ザ・ウィンザー・ホテルズ インターナショナル（WHI）設立。ホテル名称を「ザ・ウィンザーホテル洞爺」と変更。その後、北海道拓殖銀行が経営破綻となりカブトデコムへの債権が整理回収機構に譲渡[7]。
- 1998年（平成10年）、エイペックスが自己破産し、ホテルの営業終了。破産管財人管理下となる。
- 2000年（平成12年）、セコム損害保険傘下の十勝アーバンプロパティーズが土地建物を60億円で取得[8]。
- 2001年（平成13年）、200億円を投じて改修工事着工[8][9][10]。
- 2002年（平成14年）、「ザ・ウィンザーホテル洞爺リゾート&スパ」開業。ホテルマン養成学校「ザ・ウィンザー ホスピタリティ インスティテュート」開校。
- 2003年（平成15年）、十勝アーバンプロパティーズがセコム本体に連結。
- 2007年（平成19年）、『第34回主要国首脳会議』会議場に決定[11][12]。
- 2008年（平成20年）、『第34回主要国首脳会議』（北海道洞爺湖サミット）開催[13][14][15][16]。サミットのメモリアルパーク完成[17]。
- 2009年（平成21年）、トリップアドバイザーによる「日本人の口コミによる日本のベストホテルトップ10」第1位獲得[18]。
- 2012年（平成24年）、『ミシュランガイド北海道 2012 特別版』宿泊施設部門において最高ランクの「5」を獲得[2]。また、ホテル内のレストランが最高ランク「3つ星」を含む合計6つの「星」を獲得[2][19]。
- 2013年（平成25年）、食材偽装問題による一連の報道の中で、3店舗1施設でメニュー表示と実際に提供した食材に違いがあることを公表[20][21]。
- 2014年（平成26年）、明治海運がセコムからホテル取得[8]。

## アクセス
鉄道
北海道旅客鉄道（JR北海道）洞爺駅から無料シャトルバスで約40分
南千歳駅（新千歳空港）から洞爺駅までは特急利用で約90分（「特急すずらん」利用の場合は東室蘭駅で特急または普通列車に乗り換え）
札幌駅から洞爺駅までは特急利用で約100分（「特急すずらん」利用の場合は東室蘭駅で特急または普通列車に乗り換え）
函館駅から洞爺駅までは特急利用で約90分
車
道央自動車道（道央道）虻田洞爺湖ICから約25分
新千歳空港から道央道または美笛峠経由ともに約120分
札幌から道央道または中山峠経由ともに約120分
函館から国道5号・37号・230号経由で約180分
その他
特別VIP送迎など

## テレビ番組
- 日経スペシャル カンブリア宮殿 「客を満足させるサービスとは？」（2008年2月18日、テレビ東京）- 出演：ザ・ウィンザー・ホテルズインターナショナル 代表取締役社長 窪山哲雄[23]。

## 参考資料
- “バブルの象徴から世界の桧舞台に ザ・ウィンザーホテル洞爺”. J-CASTニュース.  ジェイ・キャスト (2007年5月4日). 2015年10月22日閲覧。
- “明治海運がセコムから「ザ・ウィンザーホテル洞爺リゾート＆スパ」を取得”. リアルエコノミー (2014年4月3日). 2015年10月22日閲覧。